# Pappacris patagonus
Pappacris patagonus är en insektsart som först beskrevs av Henri Saussure 1884.  Pappacris patagonus ingår i släktet Pappacris och familjen Tristiridae. Inga underarter finns listade i Catalogue of Life.